# Lazlow Jones

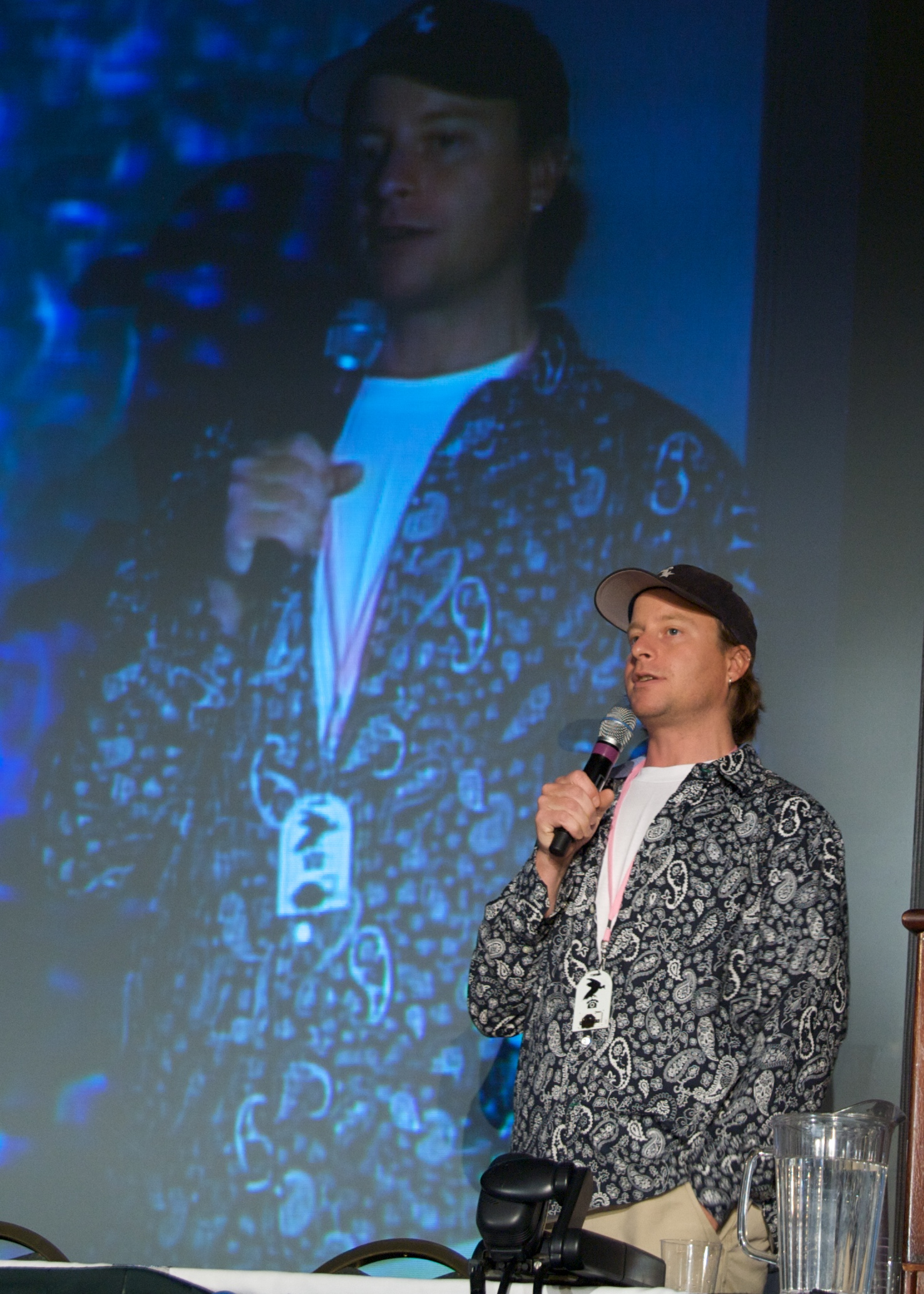
Lazlow Jones 2008

Lazlow Jones, kurz Lazlow, ist ein US-amerikanischer Radiomoderator und Entwickler von Videospielen.
Er ist der Moderator von Technofile, einem Syndikat von über 40 Radiostationen in den Vereinigten Staaten. Des Weiteren war er an der Produktion der Spielereihe Grand Theft Auto (GTA) beteiligt, bei der er seit der dritten Ausgabe mitarbeitet. Damit hat er auch außerhalb der Vereinigten Staaten einen gewissen Bekanntheitsgrad erreicht. Lazlow moderiert außerdem die Lazlow Show, welche auf dem New Yorker Sender K-Rock läuft.
Das im Jahr 2001 erschienene Videospiel GTA 3 war Lazlows erster Auftritt in einem Videospiel. Er produzierte und moderierte dort den Radiosender Chatterbox FM. Danach war Lazlow an jedem Spiel der Serie als Co-Producer im Bereich der Musik neben Dan Houser beteiligt.
Nach seinem großen Erfolg in GTA 3 bekam er in GTA: Vice City eine noch größere Rolle. Bei Rockstar Games war er als Co-Produzent für alle Radiosender ("Sounds of the City") zuständig. Des Weiteren war er in diesem Spiel als Moderator des Rock-Senders V-ROCK zu hören. In GTA: San Andreas war er auch an der Produktion der Radiosender beteiligt. Auch in diesem Spiel nahm er die Rolle des Moderators der Sendung Entertaining America auf dem Sender WCTR ein. Auch in GTA: Liberty City Stories gab Lazlow sein Debüt in der Chatterbox. In GTA: Vice City Stories moderiert Lazlow wieder V-Rock, diesmal allerdings nur als Praktikant an der Seite von Couzin Ed, dessen realer Mentor er ist. In GTA IV moderiert Lazlow wieder einen eigenen Sender namens "Integrity 2.0", bei dem er von den Straßen Liberty Citys moderiert und in allerhand humoristische Situationen gerät.
In GTA V moderiert er die Castingshow "Fame or Shame" und ist selber als Charakter in dem Spiel vorhanden. Des Weiteren war er im Bereich 'Audio Direction' in Red Dead Redemption 2 tätig.
Lazlow schrieb auch Artikel für den Playboy.